# Pidhaiți, Volodîmîr-Volînskîi
Pidhaiți (în ucraineană Підгайці) este un sat în comuna Hobultova din raionul Volodîmîr-Volînskîi, regiunea Volînia, Ucraina.

## Demografie
Componența lingvistică a localității Pidhaiți
     Ucraineană (98,75%)
     Rusă (1,25%)
Conform recensământului din 2001, majoritatea populației localității Pidhaiți era vorbitoare de ucraineană (98,75%), existând în minoritate și vorbitori de rusă (1,25%).